# Broncho Billy's Last Deed
Broncho Billy's Last Deed è un cortometraggio muto del 1913 scritto, prodotto, diretto e interpretato da Gilbert M. 'Broncho Billy' Anderson.

## Produzione
Il film fu prodotto dalla Essanay Film Manufacturing Company. Venne girato a Niles. Gilbert M. 'Broncho Billy' Anderson, fondatore della casa di produzione Essanay (che aveva la sua sede a Chicago), aveva individuato nella cittadina californiana di Niles il luogo ideale per trasferirvi una sede distaccata della casa madre. Niles diventò, così, il set dei numerosi western prodotti da Anderson.

## Distribuzione
Distribuito dalla General Film Company, il film - un cortometraggio in una bobina - uscì nelle sale cinematografiche USA l'8 febbraio 1913. Nel Regno Unito, venne distribuito il 20 aprile dello stesso anno mentre nel 1918 ne fu curata una riedizione distribuita dalla George Kleine System che uscì negli Stati Uniti il 3 maggio 1918